# Yoweragabbie
Yoweragabbie is een plaats in de regio Mid West in West-Australië.

## Geschiedenis
Op 1 juli 1898 werd de spoorweg tussen Mullewa en Cue geopend. Yoweragabbie was een van de nevensporen ('sidings') van de spoorweg, die de pastoralisten erlangs bedienden.
In 1913-14 werd grond voor een dorp aan het nevenspoor voorzien. In april 1914 werd Yoweragabbie officieel gesticht maar er vond slechts weinig ontwikkeling plaats. De naam van zowel het dorp en als nevenspoor is afgeleid van de in 1886 door een landmeter opgetekende Aboriginesnaam van een nabijgelegen waterbron.

## Beschrijving
Yoweragabbie maakt deel uit van het lokale bestuursgebied (LGA) Shire of Mount Magnet, waarvan Mount Magnet de hoofdplaats is.
De plaats ligt ongeveer 555 kilometer ten noordoosten van de West-Australische hoofdstad Perth, 320 kilometer ten oosten van Geraldton en 30 kilometer ten zuidwesten van het aan de Great Northern Highway Mount Magnet.

## Klimaat
Yoweragabbie kent een warm woestijnklimaat, BWh volgens de klimaatclassificatie van Köppen.